# Humele
Humele – wieś w Rumunii, w okręgu Ardżesz, w gminie Ungheni. W 2011 roku liczyła 760   mieszkańców.